# هیسپانیک

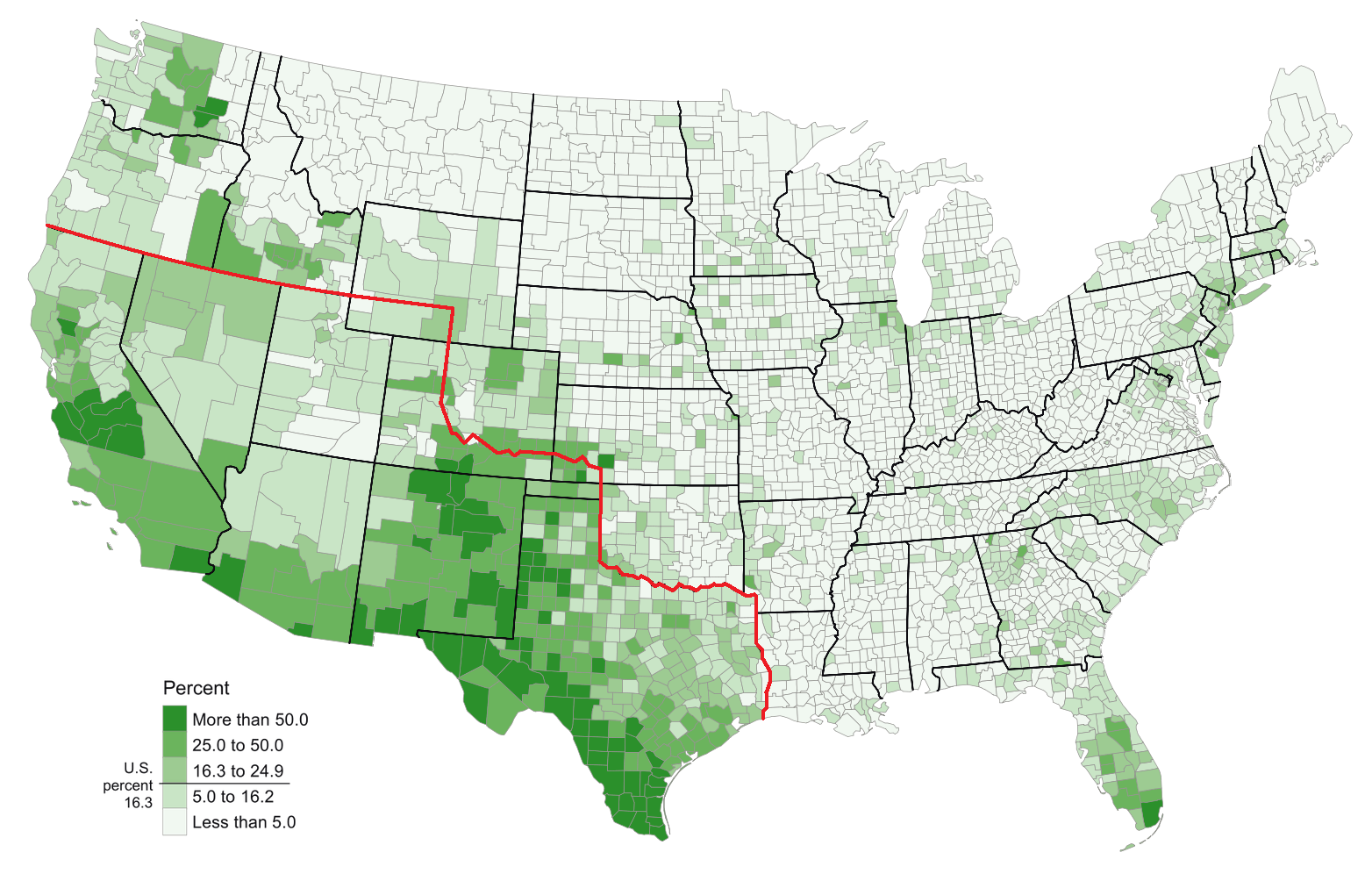
جمعیت اسپانیایی‌تبار در ایالات متحده آمریکا و مرز سابق مکزیک و آمریکا.

هیسپانیک (به انگلیسی: Hispanic) صفتی است که به مردم اسپانیایی‌زبان ایالات متحده آمریکا گفته می‌شود.

## تعاریف کلی
اصطلاح اسپانیایی یا اسپانیایی‌زبانها (اسپانیایی: hispano) به مردم، فرهنگ‌ ها یا کشورهای مرتبط با اسپانیا، زبان اسپانیایی یا به طور کلی لاتینو-هیسپانیک اشاره دارد. در برخی زمینه ها، به ویژه در ایالات متحده از وام‌واژه "اسپانیایی" به عنوان یک اصطلاح قومی یا فراقومی استفاده می شود. این اصطلاح معمولاً به اسپانیایی‌ها و لاتین ها و کشورهای اسپانیایی زبان (Hispanophone) آمریکایی های اسپانیایی تبار (قاره) و اسپانیایی آفریقا (گینه استوایی و قلمرو مورد مناقشه صحرای غربی) که قبلاً به دلیل استعمار عمدتاً بخشی از امپراتوری اسپانیا بودند اطلاق می‌شود. بین قرن ۱۶ و ۲۰.  فرهنگ کشورهای اسپانیایی زبان خارج از اسپانیا نیز تحت تأثیر فرهنگ های محلی ماقبل اسپانیایی یا سایر تأثیرات خارجی قرار گرفته است. همچنین نفوذ اسپانیا در هند شرقی سابق اسپانیا، از جمله فیلیپین، ماریانا و سایر کشورها وجود داشت. با این حال، اسپانیایی زبان غالب در این مناطق نیست و در نتیجه، ساکنان آنها معمولا اسپانیایی تبار در نظر گرفته نمی شوند. فرهنگ اسپانیایی مجموعه‌ای از آداب و رسوم، سنت‌ها، باورها و اشکال هنری در موسیقی، ادبیات، لباس، معماری، آشپزی و سایر زمینه‌های فرهنگی است که عموماً بین مردمان مناطق اسپانیایی به اشتراک گذاشته می‌شود، اما می‌تواند به طور قابل توجهی در یک کشور یا قلمرو متفاوت باشد. به دیگری. زبان اسپانیایی عنصر اصلی فرهنگی مشترک مردم اسپانیایی است.